# Hail Satin
Hail Satin é um álbum conceptual dos Dee Gees, sendo um projeto da banda de rock alternativo estadunidense Foo Fighters focado em covers da banda Bee Gees. Foi lançado em 17 de julho de 2021 para o Record Store Day. O álbum consiste em cinco versões cover de músicas originalmente escritas e gravadas por membros da família Gibb (quatro dos Bee Gees e um disco solo de Andy Gibb) e cinco versões ao vivo de algumas músicas do álbum Medicine at Midnight de 2021 do Foo Fighters, estando presentes nos B-sides do álbum. O nome do projeto "Dee Gees" é um trocadilho com as iniciais dos Bee Gees e de Dave Grohl, vocalista e guitarrista da banda; o título do álbum é também um trocadilho com o cetim, um tecido bastante uso no fabrico dos discos, e a frase "hail Satan".
| N.º | Título                  | Duração |  |
| 1.  | "You Should Be Dancing" |         |  |
| 2.  | "Night Fever"           |         |  |
| 3.  | "Tragedy"               |         |  |
| 4.  | "Shadow Dancing"        |         |  |
| 5.  | "More Than a Woman"     |         |  |

| N.º            | Título             | Duração |  |
| 6.             | "Making a Fire"    |         |  |
| 7.             | "Shame Shame"      |         |  |
| 8.             | "Waiting on a War" |         |  |
| 9.             | "No Son of Mine"   |         |  |
| 10.            | "Cloudspotter"     |         |  |
| Duração total: | Duração total:     | 39:05   |  |

## Pessoal
Foo Fighters
- Dave Grohl – vocal principal, guitarra, backing vocal em "Shadow Dancing"
- Taylor Hawkins – bateria, vocal principal em "Shadow Dancing"
- Rami Jaffee – teclados, piano
- Nate Mendel – baixo
- Chris Shiflett – guitarra
- Pat Smear – guitarra

## Paradas
| Gráfico (2021) | Posição de Pico |
| -------------- | --------------- |
| 31             |                 |
| 18             |                 |
| 27             |                 |
| 3              |                 |
| 61             |                 |
| 17             |                 |
| 27             |                 |
| 3              |                 |
| 5              |                 |